# Grosser Gaislen Kogl
Grosser Gaislen Kogl är en bergstopp i Österrike.   Den ligger i distriktet Imst och förbundslandet Tyrolen, i den västra delen av landet, 400 km väster om huvudstaden Wien. Toppen på Grosser Gaislen Kogl är 2 934 meter över havet.
Terrängen runt Grosser Gaislen Kogl är huvudsakligen bergig. Runt Grosser Gaislen Kogl är det ganska tätbefolkat, med 80 invånare per kvadratkilometer.. Närmaste större samhälle är Sölden, 12,8 km sydväst om Grosser Gaislen Kogl. 
Trakten runt Grosser Gaislen Kogl består i huvudsak av gräsmarker.